# Beeldsnijder

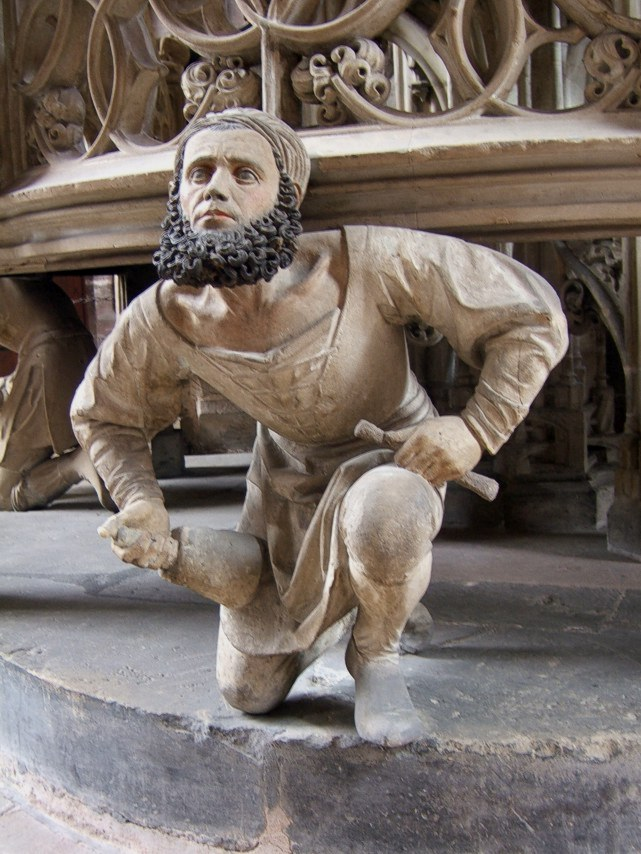
Zelfportret van de Middeleeuwse beeldsnijder Adam Kraft

Een beeldsnijder is iemand die beelden vervaardigt uit hout, ivoor, been en zacht gesteente met messen, beitels en gutsen.
Beeldsnijders maakten traditioneel impressies/voorstellingen in drie dimensies van mensen, dieren, heiligen, goden en mythische voorstellingen. Deze beelden werden op verschillende onderdelen van kerken, gebouwen en interieurs aangebracht en hadden vaak een religieuze en/of symbolische functie. Een ander bekend voorbeeld van beeldsnijwerk was te vinden aan 17e- en 18e-eeuwse schepen: de boegbeelden. Deze werden meestal gemaakt door beeldsnijders die zich in scheepssierkunst gespecialiseerd hadden. Op de Bataviawerf in Lelystad en de Ornament -en Beeldsnij Academie in Deventer worden nog beeldsnijders opgeleid. 
Van de vroege middeleeuwen tot het begin van de negentiende eeuw waren de beeldsnijders verenigd in een ambachtsgilde. De beeldsnijders vielen onder het Sint-Lucasgilde waarin ook de schilders waren verenigd. Het Sint-Lucasgilde was een elitair gilde. De leden waren, anders dan bijvoorbeeld de ornamentsnijders, intellectueel geschoold. De schilders en beeldsnijders maakten vooral religieuze voorstellingen en heiligenbeelden voor kerken en kloosters. Omdat zij het iconografische programma correct moesten weergeven werden zij door de kerk onderricht in Latijn en het Bijbelverhaal.
Belangrijke (laat)middeleeuwse beeldsnijders zijn Bernt Notke, Tilman Riemenschneider, Nikolaus Gerhaert, Veit Stoss, Jan en Passchier Borreman, Adriaen van Wesel en Jan van Steffenswert. 